# مرکز فرهنگی هنگ کنگ
مرکز فرهنگی هنگ کنگ (بهچینی: 香港文化中心) یک مرکز چند منظوره فرهنگی در هنگ کنگ است. در این محل رویدادهای فرهنگی و هنری زیادی برگزار می‌شود.

## نگارخانه

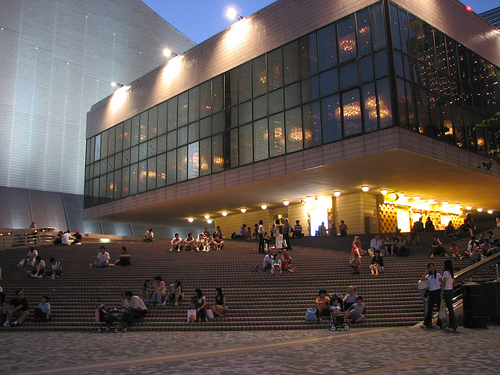
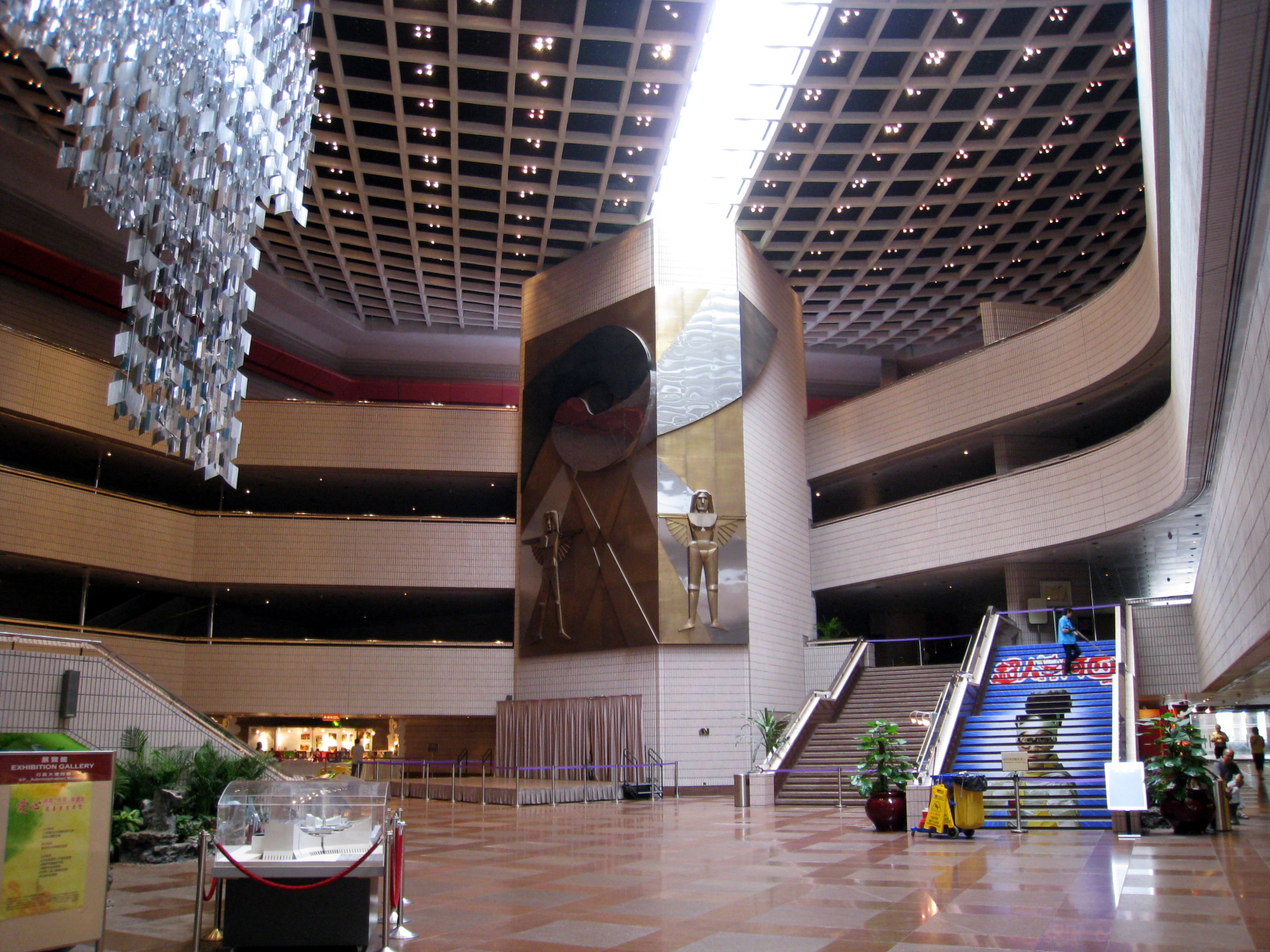
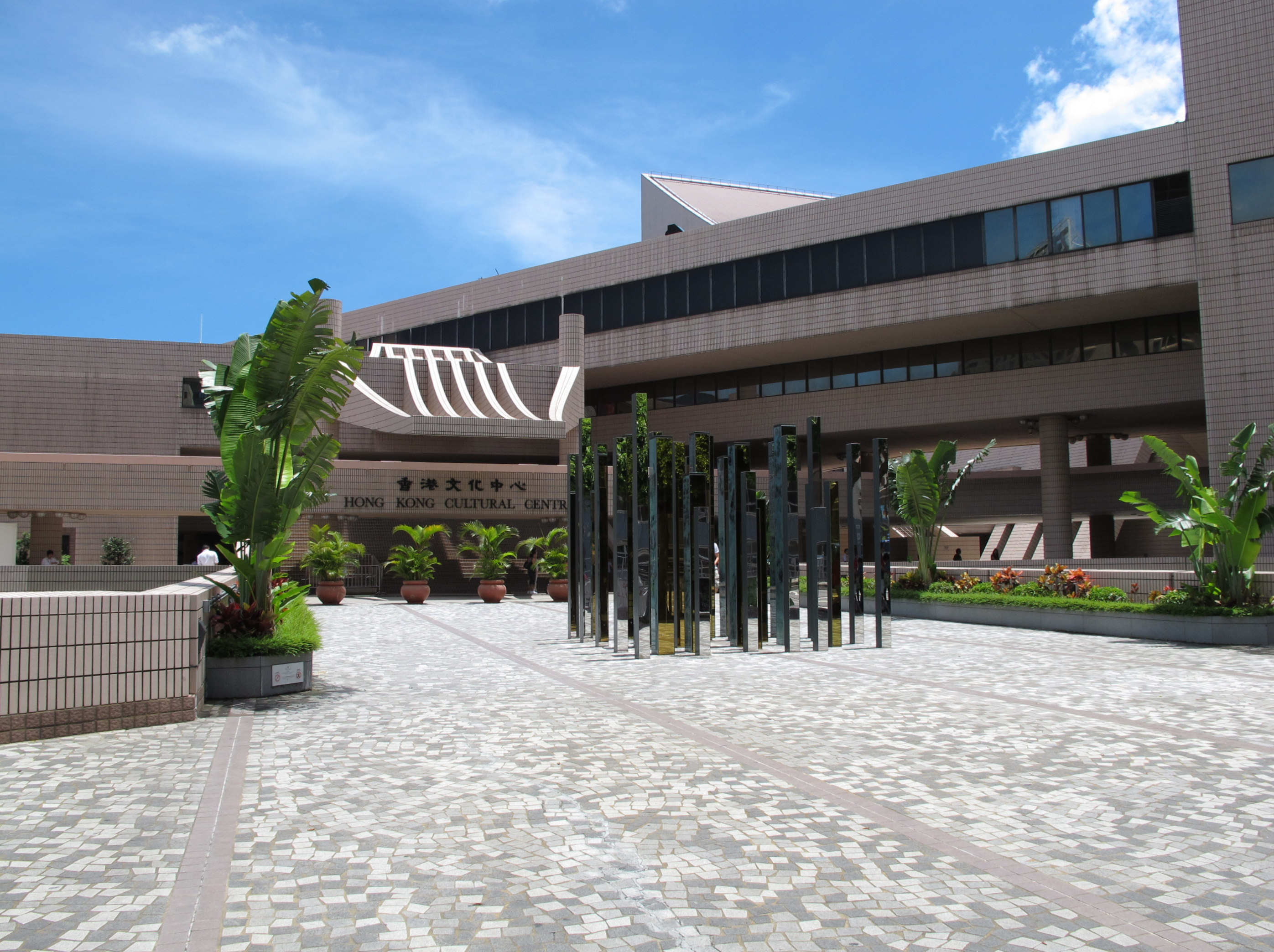